# باشگاه فوتبال اسلوبودا اوژیتسه
باشگاه فوتبال اسلوبودا اوژیتسه (انگلیسی: FK Sloboda Užice) یک باشگاه فوتبال مستقر در اوژیتسه، صربستان است که در حال حاضر در لیگ دسته اول فوتبال صربستان به فعالیت می‌پردازد.
این باشگاه در سال ۱۹۲۵ بنیان‌گذاری شده‌است.